# Gonioteuthis
Gonioteuthis es un género de belemnites, un grupo extinto de cefalópodos. El cuerpo (sin contar los tentáculos) alcanza los 20 cm y se alimentaba de pequeños animales marinos.